# Anna Ottosson
Anna Helene Ottosson (Östersund, 18 maggio 1976) è un'ex sciatrice alpina svedese.

## Biografia

### Stagioni 1993-1998
Specialista delle prove tecniche originaria di Frösön, la Ottosson debuttò in campo internazionale in occasione dei Mondiali juniores di Monte Campione/Colere 1993. Esordì in Coppa Europa il 15 dicembre 1994 a Gressoney-La-Trinité in slalom gigante, senza concludere la prova, e in Coppa del Mondo il 18 febbraio 1995 nello slalom gigante di Åre, senza qualificarsi per la seconda manche.
Il 6 gennaio 1996 a Maribor colse in slalom gigante i primi punti in Coppa del Mondo (26ª), mentre il 16 dicembre 1997 salì per la prima volta sul podio in Coppa Europa, a Sankt Sebastian ancora in slalom gigante (2ª). Nella medesima specialità conquistò il primo podio in Coppa del Mondo il 20 gennaio 1998 a Åre, classificandosi al 3º posto. In seguito esordì ai Giochi olimpici invernali: a Nagano 1998 fu 7ª nello slalom gigante e 10ª nello slalom speciale. Il 12 marzo dello stesso anno vinse a Nevis Range la sua unica gara di Coppa Europa, ancora uno slalom gigante.

### Stagioni 1999-2005
Nel 1999 partecipò ai suoi primi Campionati mondiali, a Vail/Beaver Creek, dove fu 10ª nello slalom gigante e 16ª nello slalom speciale, e salì per l'ultima volta in carriera sul podio in Coppa Europa, nello slalom gigante di Gällivare del 4 marzo (3ª). Il 23 gennaio 2000 a Cortina d'Ampezzo ottenne la sua unica vittoria in Coppa del Mondo, sempre in slalom gigante; al termine di quella stagione ottenne il suo miglior piazzamento in carriera nella classifica di specialità, il 4º posto.
Ai Mondiali di Sankt Anton 2001 si classificò 9ª nello slalom gigante e  non terminò lo slalom speciale; l'anno dopo nelle medesime specialità ai XIX Giochi olimpici invernali di Salt Lake City 2002 fu rispettivamente 9ª e 13ª. Ai Mondiali di Sankt Moritz 2003 si piazzò 17ª nel supergigante, 15ª nello slalom gigante e 5ª nello slalom speciale, mentre nella successiva rassegna iridata di Bormio/Santa Caterina Valfurva 2005 fu 12ª nello slalom gigante e non completò la seconda manche dello slalom speciale.

### Stagioni 2006-2007
Ai XX Giochi olimpici invernali di Torino 2006, sua ultima presenza olimpica, vinse la medaglia di bronzo nella gara di slalom gigante e si piazzò 18ª in quella di slalom speciale. Ai Mondiali di Åre 2007, suo congedo iridato, conquistò la medaglia d'argento nella gara a squadre e si classificò 7ª nello slalom gigante e 16ª nello slalom speciale.
Salì per l'ultima volta sul podio in Coppa del Mondo l'11 marzo successivo a Zwiesel (2ª in slalom gigante) e si ritirò dall'attività agonistica al termine di quella stagione; la sua ultima gara di Coppa del Mondo fu lo slalom gigante disputato a Lenzerheide il 18 marzo, che chiuse al 6º posto, e si congedò dal Circo bianco in occasione di una gara FIS a Sälen il 14 aprile seguente.

## Palmarès

### Olimpiadi
- 1 medaglia:
  - 1 bronzo (slalom gigante a Torino 2006)

### Mondiali
- 1 medaglia:
  - 1 argento (gara a squadre a Åre 2007)

### Coppa del Mondo
- Miglior piazzamento in classifica generale: 15ª nel 2007
- 6 podi:
  - 1 vittoria (in slalom gigante)
  - 4 secondi posti
  - 1 terzo posto

#### Coppa del Mondo - vittorie
| Data            | Località          | Paese  | Specialità |
| --------------- | ----------------- | ------ | ---------- |
| 23 gennaio 2000 | Cortina d'Ampezzo | Italia | GS         |

Legenda:

GS = slalom gigante

### Coppa Europa
- 4 podi:
  - 1 vittoria
  - 1 secondo posto
  - 2 terzi posti

#### Coppa Europa - vittorie
| Data          | Località    | Paese       | Specialità |
| ------------- | ----------- | ----------- | ---------- |
| 12 marzo 1998 | Nevis Range | Regno Unito | GS         |

Legenda:

GS = slalom gigante

### Campionati svedesi
- 18 medaglie (dati parziali fino al 2004)[2][3]:
  - 9 ori (slalom gigante, slalom speciale nel 1999; slalom gigante, slalom speciale nel 2000; slalom gigante nel 2002; slalom speciale nel 2003; supergigante nel 2005; slalom gigante, combinata nel 2006)
  - 4 argenti (slalom speciale nel 1998; slalom gigante nel 2003; slalom gigante nel 2005; slalom gigante nel 2007)
  - 5 bronzi (slalom speciale nel 2004; discesa libera nel 2005; discesa libera, supergigante, slalom speciale nel 2006)